# 피트 모리슨

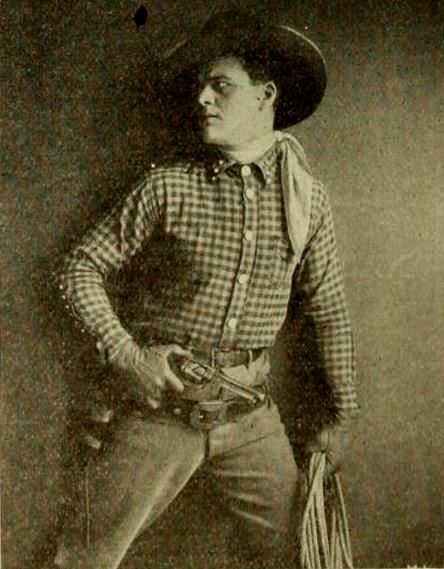

피트 모리슨(Pete Morrison, 1890년 8월 8일 ~ 1973년 2월 5일)은 미국의 배우이다.
덴버에서 태어났으며 로스앤젤레스에서 사망하였다.

## 영화
- 바이 인디언 포스트 (1919년)